# うたうたウ〜 SEIREI-SONGS
『うたうたウ〜 SEIREI SONGS』（UTAUTA-UH）は、エニックス（現スクウェア・エニックス）が2000年2月24日に発売したプレイステーション専用ゲームソフト。音楽ゲーム の要素を取り入れた アドベンチャーゲーム 。

## 概要
本作は、音楽ゲームの要素が強いアドベンチャーゲーム。音楽を通じてセイレイ（精霊）と交信することで物語が進んでいく。セイレイは人間や物に宿っており、主人公が調べることで発見でき、交信できるようになる。セイレイとの交信がうまくいくと、それが宿っている人間や物の状態が変化し、物語が進む。交信画面はセイレイのお手本の後、その通りにタイミングよくコントローラーを入力するシステムだが、一般の音楽ゲームと異なりコマンド表示がない。そのため、耳を頼りにコマンドを入力する必要がある。セイレイとの交信だけでなく、アドベンチャーパートでも音楽を演奏するイベントが発生することがある。

## 登場人物
ボク
本作の主人公。セイレイと交信ができるウタダシシの見習い。
ナガトリセンセ
とてもえらいセイレイ。他のセイレイと異なり、人語を話せる。主人公のパートナー。
セイレイたち
人や物に宿る精霊。ウタダシシが交信することで、宿り主に影響を与える。

## スタッフ
- ストーリー：道下佳彦
- メインプログラム：木村哲也
- グラフィックディレクション：うもとゆーじ
- キャラクター&ステージデザイン：ウモトサチコ
- 作曲･音楽監督：長尾優進
- クリエイティブプロデューサー：鈴木隆志、清水建治
- グラフィックワーク：rock's
- 開発：株式会社オーパス
- 制作：株式会社エニックス

## 参加ミュージシャン
- 長尾優進（キーボード）
- 山口和高（キーボード）
- 松原正樹（ギター）
- 南部昌江（キーボード/ヴォーカル）
- 青木智仁（ベース）
- 島村英二（ドラムス）
- 三沢またろう（パーカッション）
- 鈴木正則（トランペット）
- 春名正治（サックス）
- 佐野聡（トロンボーン）
- 重住ひろ子（ヴォーカル）
- 岡村玄（ヴォーカル）
- マイク・ダン（ヴォーカル）
- 太田JIRO（ヴォーカル/ギター）
- さいとうようじ（ヴォーカル）
- 高井萌（ヴォーカル/キーボード）
- 網野佳香（ヴォーカル）